# Fernando de Alencastre
Fernando de Alencastre Noroña y Silva duca di Linares e marchese di Valdefuentes (Madrid, 15 aprile 1662 – Città del Messico, 3 giugno 1717) è stato un nobile ed ufficiale militare spagnolo.
Ricoprì anche il ruolo di viceré della Nuova Spagna tra il 15 gennaio 1711 ed il 15 agosto 1716.

## Inizio della carriera
Fernando de Alencastre Noroña y Silva era il figlio secondogenito di Agustín de Alencastre y Sande, II duca di Abrantes e Grande di Spagna e della consorte di questi Juana de Noroña y Silva, dalla quale avrebbe ereditato il titolo di duca di Linares. Dal lato paterno era discendente di Jorge de Lencastre (1481-1550), figlio illegittimo del re Giovanni II del Portogallo e della sua amante Anna de Mendonça. La famiglia di Fernando pur essendo di origine portoghese era rimasta fedele alla monarchia asburgica allo scoppio della guerra di restaurazione portoghese: per tale motivo il nonno di Fernando, Afonso de Lencastre (1597-1654) era stato beneficiato con il titolo di duca di Abrantes nel 1642.
Fernando servì nell'esercito spagnolo, partecipando a campagne militari in Catalogna e ad Orano. Nel 1695 venne nominato capitano della cavalleria di Milano.

## Inizio del compito di viceré della Nuova Spagna

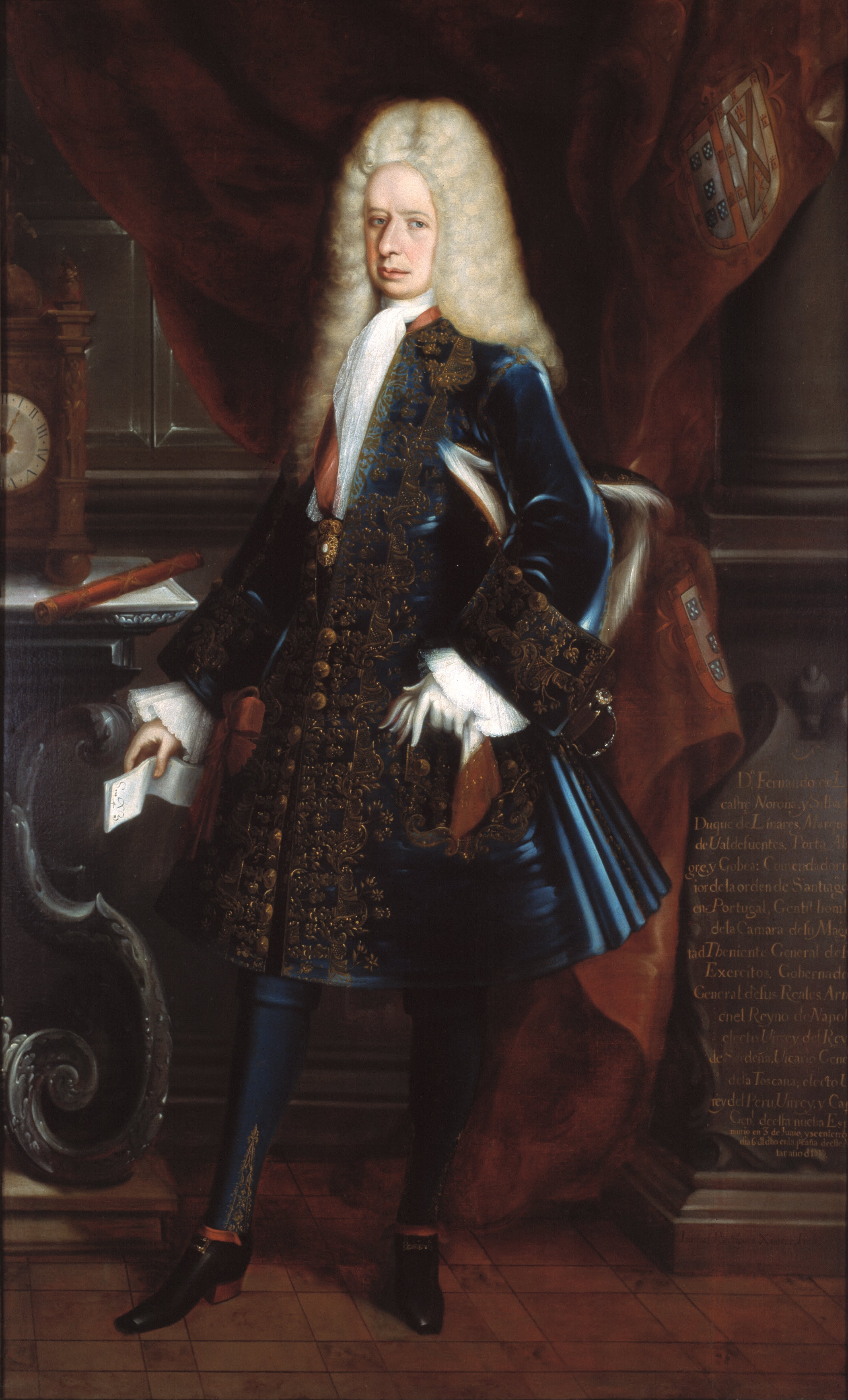
Fernando de Alencastre, duca di Linares e marchese di Valdefuentes, ad olio di Juan Rodríguez Juárez, ca 1717.

Nel 1711 divenne viceré e capitano generale della Nuova Spagna, e presidente della relativa Audiencia.
Il 16 agosto 1711 un forte terremoto danneggiò numerosi edifici causando molte vittime. Si dice che il terremoto sia durato mezz'ora. Il viceré pagò di tasca propria per aiutare i poveri e riparare alcuni degli edifici.
Nel 1713 a Città del Messico si ebbe una nevicata, la prima mai registrata. Il raccolto fu danneggiato, il che portò ad una grave carestia. Le strade erano piene di gente che elemosinava un pezzo di pane. A causa della carestia si sviluppò una grave epidemia, che durò per tutto l'anno seguente. Molti malati furono abbandonati per strada. Molti morirono e furono sepolti in fosse comuni. Il viceré e l'arcivescovo, José Lanziego, pagarono di tasca propria per aiutare i bisognosi.

## Politica estera e difesa
Per rafforzare la recente pace raggiunta nel 1713 con l'Inghilterra, la corona spagnola concesse ai britannici il monopolio della tratta degli schiavi neri in tutta l'America spagnola per dieci anni. Sfruttando questa concessione gli inglesi intrapresero un contrabbando di massa nelle colonie. Si dimostrò fastidioso anche l'insediamento di lungo termine dei britannici presso la Laguna de Términos. Qui gli inglesi continuarono a disboscare illegalmente piante tropicali, soprattutto il campeggio.
Alencastre ordinò la costruzione di quattro navi da guerra leggere e ben armate presso Coatzacoalcos per rinforzare l'Armada de Barlovento (guardacoste). Acquistò 600 nuovi moschetti in Cantabria per la milizia, ed inviò denaro per la riparazione delle fortezze di Cumaná.
Chiese alla corona di permettere il commercio diretto tra Nuova Spagna e Perù, ma la richiesta fu rigettata dal re.

## Politica interna e nuovi insediamenti
Il viceré organizzò due spedizioni al fine di rioccupare il Texas, stabilendovi alcune missioni. Fondò la città di San Felipe de Linares il 3 settembre 1711 (nell'odierno Nuevo León). Alencastre aiutò anche le missioni di California e Nuovo Messico, stabilendovi nuovi insediamenti. Gli indiani del Nuovo Messico proseguirono nella loro rivolta, ed il viceré inviò sacerdoti per sottomettere pacificamente i nativi.
Nel 1711 padre Eusebio Francesco Chini, esploratore e missionario di Sonora, Bassa California ed Alta California, morì a Magdelena, Sonora.
Alencastre costruì l'acquedotto di Arcos de Belén a Salto de Agua a Città del Messico. Proseguì l'uso ed ingrandì La Acordada, uno speciale tribunale dedicato alla lotta ai furti in città e sulle strade. Proibì la produzione della bevanda alcolica nota come aguardiente a partire dalla canna da zucchero, e tentò di eliminare l'immoralità presente tra il clero regolare.
La corona stabilì in un milione di pesos l'ammontare che la Nuova Spagna doveva pagare annualmente alla madre patria. L'aumento di questa cifra era dovuta ad una qualche ingenuità da parte del viceré.
Il 28 ottobre 1715 scoppiò un'insurrezione all'interno della guarnigione di San Juan de Ulúa, nei pressi di Veracruz. Per due anni i soldati avevano ricevuto solo una parte della paga. I ribelli furono processati, incarcerati e poi graziati. In seguito continuarono a protestare.
Alencastre la prima biblioteca pubblica ed il primo museo di storia naturale della Nuova Spagna. Re Filippo V ordinò che il museo mandasse in Spagna esemplari di rocce, piante, frutta, animali ed altre cose scoperte in Messico e mai viste in Spagna. Il viceré eseguì l'ordine inviando molto materiale.

## Dimissioni e morte
Nel 1716 lasciò l'incarico al proprio successore, Baltasar de Zúñiga y Guzmán. Lasciò a Zúñiga una Instrucción scritta in cui descriveva dettagliatamente le pessime condizioni economiche e sociale della colonia.
Morì l'anno seguente a Città del Messico, e fu sepolto nella chiesa dei Carmelitani scalzi.

## Ascendenza
|                                                                    |                                                   |                                                              | Genitori                                             |  |  | Nonni |  |  | Bisnonni                        |  |  | Trisnonni                     |  |
|                                                                    |                                                   |                                                              |                                                      |  |  |       |  |  | Álvaro de Lancastre e Henriquez |  |  | Afonso de Lancastre e Vilhena |  |
|                                                                    |                                                   |                                                              |                                                      |  |  |       |  |  | Álvaro de Lancastre e Henriquez |  |  | Afonso de Lancastre e Vilhena |  |
|                                                                    |                                                   | Violante Isabel Henriquez e Coutinho                         |                                                      |  |  |       |  |  | Álvaro de Lancastre e Henriquez |  |  |                               |  |
| Afonso de Lancastre e Lancastre, I duca di Abrantes                |                                                   |                                                              |                                                      |  |  |       |  |  | Álvaro de Lancastre e Henriquez |  |  |                               |  |
|                                                                    |                                                   | Juliana de Lancastre e Girón, III duchessa di Aveiro         | Jorge de Lencastre e Lara, II duca di Aveiro         |  |  |       |  |  |                                 |  |  |                               |  |
|                                                                    |                                                   | Juliana de Lancastre e Girón, III duchessa di Aveiro         | Jorge de Lencastre e Lara, II duca di Aveiro         |  |  |       |  |  |                                 |  |  |                               |  |
|                                                                    |                                                   | Juliana de Lancastre e Girón, III duchessa di Aveiro         | Magdalena Girón de la Cueva, V conte di Ureña        |  |  |       |  |  |                                 |  |  |                               |  |
| Agostinho de Lancastre Padilha e Bobadilha, II duca di Abrantes    |                                                   | Juliana de Lancastre e Girón, III duchessa di Aveiro         |                                                      |  |  |       |  |  |                                 |  |  |                               |  |
|                                                                    |                                                   | Álvaro de Sanda, I marchesa di Valdefuentes                  | …                                                    |  |  |       |  |  |                                 |  |  |                               |  |
|                                                                    |                                                   | Álvaro de Sanda, I marchesa di Valdefuentes                  | …                                                    |  |  |       |  |  |                                 |  |  |                               |  |
|                                                                    |                                                   | Álvaro de Sanda, I marchesa di Valdefuentes                  | …                                                    |  |  |       |  |  |                                 |  |  |                               |  |
| Anna de Sanda de Padilla de Bobadilla, II marchesa di Valdefuentes |                                                   | Álvaro de Sanda, I marchesa di Valdefuentes                  |                                                      |  |  |       |  |  |                                 |  |  |                               |  |
|                                                                    |                                                   | Mariana de Padilla y Bobadilla Mendoza, contessa di Mejorada | Antonio de Padilla, signore di Noves                 |  |  |       |  |  |                                 |  |  |                               |  |
|                                                                    |                                                   | Mariana de Padilla y Bobadilla Mendoza, contessa di Mejorada | Antonio de Padilla, signore di Noves                 |  |  |       |  |  |                                 |  |  |                               |  |
|                                                                    |                                                   | Mariana de Padilla y Bobadilla Mendoza, contessa di Mejorada | Juana de Mendoza y de la Cerda                       |  |  |       |  |  |                                 |  |  |                               |  |
| Fernando de Alencastre Noroña y Silva, III duca di Linhares        |                                                   | Mariana de Padilla y Bobadilla Mendoza, contessa di Mejorada |                                                      |  |  |       |  |  |                                 |  |  |                               |  |
|                                                                    | Miguel de Noronha e Noronha, IV conte di Linhares | Afonso de Noronha e Vilhena                                  |                                                      |  |  |       |  |  |                                 |  |  |                               |  |
|                                                                    | Miguel de Noronha e Noronha, IV conte di Linhares | Afonso de Noronha e Vilhena                                  |                                                      |  |  |       |  |  |                                 |  |  |                               |  |
|                                                                    | Miguel de Noronha e Noronha, IV conte di Linhares | Arcângela Maria de Noronha e Ataíde                          |                                                      |  |  |       |  |  |                                 |  |  |                               |  |
| Fernando de Noronha e Menezes, I duca di Linhares                  | Miguel de Noronha e Noronha, IV conte di Linhares |                                                              |                                                      |  |  |       |  |  |                                 |  |  |                               |  |
|                                                                    |                                                   | Inácia de Menezes e Vasconcelos                              | Pedro de Menezes e Castro                            |  |  |       |  |  |                                 |  |  |                               |  |
|                                                                    |                                                   | Inácia de Menezes e Vasconcelos                              | Pedro de Menezes e Castro                            |  |  |       |  |  |                                 |  |  |                               |  |
|                                                                    |                                                   | Inácia de Menezes e Vasconcelos                              | Maria de Vasconcelos do Tojal                        |  |  |       |  |  |                                 |  |  |                               |  |
| Joana de Noronha de Silva                                          |                                                   | Inácia de Menezes e Vasconcelos                              |                                                      |  |  |       |  |  |                                 |  |  |                               |  |
|                                                                    |                                                   | Manrique da Silva e Silva, I marchese di Gouveia             | Juan de Lara e Silva                                 |  |  |       |  |  |                                 |  |  |                               |  |
|                                                                    |                                                   | Manrique da Silva e Silva, I marchese di Gouveia             | Juan de Lara e Silva                                 |  |  |       |  |  |                                 |  |  |                               |  |
|                                                                    |                                                   | Manrique da Silva e Silva, I marchese di Gouveia             | Filipa da Silva e Almeida, IV contessa di Portalegre |  |  |       |  |  |                                 |  |  |                               |  |
| Mariana de Silva e Castro                                          |                                                   | Manrique da Silva e Silva, I marchese di Gouveia             |                                                      |  |  |       |  |  |                                 |  |  |                               |  |
|                                                                    |                                                   | Joana de Castro                                              | Francisco de Melo, II marchese di Ferreira           |  |  |       |  |  |                                 |  |  |                               |  |
|                                                                    |                                                   | Joana de Castro                                              | Francisco de Melo, II marchese di Ferreira           |  |  |       |  |  |                                 |  |  |                               |  |
|                                                                    |                                                   | Joana de Castro                                              | Eugenia de Bragança                                  |  |  |       |  |  |                                 |  |  |                               |  |
|                                                                    |                                                   | Joana de Castro                                              |                                                      |  |  |       |  |  |                                 |  |  |                               |  |